# Розлади аутистичного спектра
Ро́злади аутисти́чного спе́ктра, які часто називають просто «аутизм» або в контексті професійного діагнозу «розлад спектра аутизму» («РАС») — це стан особливого нейророзвитку, що характеризується труднощами соціальної взаємодії, вербальної та невербальної комунікації та наявністю повторюваної поведінки та обмежених інтересів. Інші поширені симптоми включають: незвичайні реакції на сенсорні подразники, та наполягання на однаковому або суворому дотриманні рутини.
Більшість психіатричних організацій розглядає аутизм як спектральний розлад, що означає можливість його прояву у кожної людини відмінно один від одного: але будь-яка особа з аутизмом, швидше за все, демонструватиме деякі, хоча й не всі характеристики, пов'язані з ним, і людина може проявляти їх у різному ступені та частоті. Існують великі варіації в рівні підтримки, якої потребують люди: деякі люди з аутизмом не розмовляють, а інші мають відносно непорушну розмовну мову.

## Особливості
У багатьох людей з аутизмом ознаки, як правило, вперше з'являються у стадії немовля або в стадії дитинства й, як правило, мають стійкий перебіг без ремісії (різні часові рамки розвитку описані більш детально нижче). Люди з аутизмом можуть мати серйозні порушення в деяких аспектах розвитку, але в інших аспектах можуть набувати навпаки середніх або навіть кращих успіхів.
Клініцисти розглядають оцінку РАС, коли пацієнт показує:
- регулярні труднощі в соціальній взаємодії або спілкуванні
- обмежена або повторювана поведінка (часто називається стиммінг англ. Stimming)
- опір змінам або обмеження інтересів

Ці функції зазвичай оцінюються за такими параметрами, коли це доречно:
- проблеми з отриманням або збереженням роботи чи освіти
- труднощі у встановленні або підтримці соціальних стосунків
- зв'язки зі службами психічного здоров'я або проблемами навчання
- наявність в анамнезі розладів нервової системи (включаючи проблеми з навчанням і РДУГ) або порушення психічного здоров'я.[9][10]

### Характеристики
Існує багато ознак, пов'язаних з аутизмом; презентація дуже різниться:
| Загальні ознаки розладу аутистичного спектру |
| --- |
| - уникнення зорового контакту - мало- або зовсім не балакуче немовля - не проявляє інтересу до вказаних об'єктів - затримка мовних навичок (наприклад, менший словниковий запас, ніж в однолітків, або труднощі з висловлюванням слів) - знижений інтерес до інших дітей або опікунів, можливо, з більшим інтересом до предметів - труднощі зі взаємними іграми (наприклад «схованки») - гіпер- або гіпочутливість або незвичайна реакція на запах, текстуру, звук, смак або зовнішній вигляд речей - стійкість до змін у розпорядку дня - повторюване, обмежене або іншим чином незвичне використання іграшок (наприклад, шикування іграшок) - повторення слів або фраз (ехолалія) - повторювання рухів або рухи задля стиммінгу - самопошкодження |
Атипове харчування також є поширеним явищем, але воно не обов'язково для встановлення діагнозу.
Деякі люди з аутизмом можуть проявляти понаднормові здібності, наприклад, у математиці, музиці або художньому відтворенні, що у виняткових випадках вважається синдром саванта. Зазвичай, люди з аутизмом демонструють «профіль гострих навичок», із сильними здібностями в одних сферах, що контрастують зі значно слабшими здібностями в інших.

## Діагностування
«Розлад спектра аутизму» — клінічний діагноз, який зазвичай ставить лікар на основі повідомленої та безпосередньо оглянутої поведінки підозрілої особи. Відповідно до оновлених діагностичних критеріїв у DSM-5-TR, щоб отримати діагноз розладу спектра аутизму, людина повинна мати «постійний дефіцит соціального спілкування та соціальної взаємодії» та «обмежені, повторювані моделі поведінки, інтересів, або діяльності». Така поведінка повинна початися в ранньому дитинстві й впливати на здатність людини виконувати повсякденні завдання. Крім того, симптоми не можна повністю пояснити розладом інтелектуального розвитку або глобальною затримкою розвитку.
Є кілька факторів, які ускладнюють діагностику розладу аутистичного спектра. По-перше, не існує стандартизованих візуалізаційних, молекулярних або генетичних тестів, які можна використовувати для діагностики РАС. Крім того, існує велика різноманітність у тому, як РАС впливає на людей. Поведінкові прояви РАС залежать від стадії розвитку людини, віку появи, поточної підтримки та індивідуальної варіації. Загалом, існує кілька станів, які можуть проявлятися подібно до розладу спектра аутизму, включаючи інтелектуальну недостатність, вади слуху, специфічні порушення мови, такі як синдром Ландау–Клеффнера. РДУГ, тривожний розлад і психотичні розлади. Крім того, наявність аутизму може ускладнити діагностику супутніх психічних розладів, таких як депресія.
В ідеалі діагноз РАС повинна визначити команда клініцистів (наприклад: педіатри, дитячі психіатри, дитячі неврологи) на основі інформації, наданої від підозрюваної особи, опікунів, інших медичних працівників та безпосереднього від особистого спостереження за підозрюваним. Оцінка дитини або дорослого на наявність розладу спектра аутизму зазвичай починається зі збору, педіатром або лікарем первинної медичної допомоги, анамнезу розвитку та проведення фізичного огляду. Якщо буде виправдано, лікар може направити особу до спеціаліста з РАС, який спостерігатиме та оцінюватиме когнітивні, комунікаційні, сімейні та інші фактори за допомогою стандартизованих інструментів і беручи до уваги будь-які пов'язані захворювання. Педіатра-нейропсихолога часто просять оцінити поведінку та когнітивні навички як для діагностики, так і для того, щоб рекомендувати освітнє втручання. Подальше обстеження може бути проведено після того, як особі буде встановлено діагноз РАС. Це може включати клінічну генетичну оцінку, особливо коли інші симптоми вже вказують на генетичну причину. Попри те, що до 40% випадків РАС можуть бути пов'язані з генетичними причинами, наразі не рекомендується проводити повне генетичне тестування кожної особи, у якої діагностовано РАС. Консенсусні рекомендації щодо генетичного тестування у пацієнтів з РАС у США та Великобританії обмежуються тестуванням хромосом високої роздільної здатності та на синдром ламкої X-хромосоми. Метаболічні та нейровізуалізаційні тести також не проводяться регулярно для діагностики РАС.
Вік, у якому діагностується РАС — різний. Іноді РАС можна діагностувати вже у 18 місяців, однак діагностика РАС у віці до двох років може бути ненадійною. Діагностування буде більш стабільним протягом перших трьох років життя. Наприклад, однорічна дитина, яка відповідає діагностичним критеріям РАС, має меншу ймовірність, ніж трирічна дитина, і так далі. Крім того, вік діагностики може залежати від тяжкості РАС, причому важчі форми РАС частіше діагностуються в більш ранньому віці. Проблеми з доступом до медичної допомоги, такі як вартість запису на приймання або затримка запису на приймання, часто призводять до затримок у діагностиці РАС. У Великій Британії Національний план боротьби з аутизмом для дітей рекомендує щонайбільше 30 тижнів від першого занепокоєння до завершення діагностики та оцінки, хоча на практиці небагато випадків розглядаються так швидко. Відсутність доступу до відповідної медичної допомоги, розширення діагностичних критеріїв і підвищення обізнаності про РАС в останні роки призвели до збільшення кількості осіб, які отримують діагноз РАС у дорослому віці. Діагностика РАС у дорослих створює унікальні проблеми, оскільки вона все ще залежить від точної історії розвитку дитини, а також через те, що дорослі з аутизмом інколи навчаються стратегії подолання відмінності (відомою як «маскування»), що може ускладнити встановлення діагнозу.
Прояви та діагностування розладу спектра аутизму можуть відрізнятися залежно від статі та ґендерної ідентичності. Більшість досліджень, які досліджували вплив статі на прояв і діагностику розладу спектра аутизму, не розрізняли вплив статі проти гендеру. Є деякі докази того, що жінки та дівчата з аутизмом, як правило, демонструють менш повторювану поведінку та можуть більше «маскуватися», ніж чоловіки з аутизмом. «Маскування» може включати: змушування себе виконувати нормативні вирази обличчя та зоровий контакт. Відмінності в поведінці та ґендерних стереотипах можуть ускладнити своєчасну діагностику розладу спектра аутизму у жінок. Значний відсоток жінок з аутизмом може бути неправильно діагностований, діагноз поставлений зі значною затримкою або взагалі не поставлений.
Враховуючи унікальні проблеми в діагностиці РАС за допомогою оцінки поведінки та спостережень, спеціальні параметри практики США для його оцінки були опубліковані Американською академією неврології (англ. American Academy of Neurology) у 2000 році, Американською академією дитячої та підліткової психіатрії (англ. American Academy of Child and Adolescent Psychiatry) в 1999 році і консенсусною групою з представниками різних професійних товариств у 1999 році. Практичні параметри, визначені цими товариствами, включають первинний скринінґ дітей лікарями загальної практики (тобто «скринінг рівня 1»), а для дітей, які не пройшли початковий скринінґ, комплексну діагностичну оцінку досвідченими клініцистами (тобто «оцінка рівня 2»). Крім того, було запропоновано, щоб оцінювання дітей з підозрою на РАС проводилося в рамках розвитку, включало багато інформаторів (наприклад, батьків і вчителів) з різних контекстів (наприклад, вдома та в школі) і використовувало мультидисциплінарну команду професіоналів (напр. клінічні психологи, нейропсихологи та психіатри).
Починаючи з 2019 року, психологи чекають, доки у дитини з'являться початкові ознаки схильності до РАС, а потім застосовують різні інструменти психологічної оцінки для оцінки РАС. Серед цих вимірювань "золотими стандартами" для оцінки дітей-аутистів вважаються співбесідо-перевірена діагностика аутизму (англ. Autism Diagnostic Interview-Revised, ADI-R) і Графік діагностичного спостереження за аутизмом (англ. Autism Diagnostic Observation Schedule, ADOS). ADI-R — це напівструктуроване інтерв'ю з батьками, яке досліджує симптоми аутизму шляхом оцінки поточної поведінки та історії розвитку дитини. ADOS — це напівструктурована інтерактивна оцінка симптомів РАС, яка використовується для вимірювання соціальних і комунікаційних здібностей шляхом виявлення кількох можливостей для спонтанної поведінки (наприклад, зоровий контакт) у стандартизованому контексті. Різноманітні інші опитувальники (наприклад Childhood Autism Rating Scale, Autism Treatment Evaluation Checklist) і тести когнітивного функціонування (наприклад, словниковий тест Пібоді) зазвичай входять до оцінки РАС. Також діагностичне інтерв'ю можна використовувати для соціальних і комунікаційних розладів (DISCO).

## Класифікація
У РАС входять п'ять захворювань:
- аутизм (синдром Каннера)
- синдром Аспергера
- дитячий дезінтегративний розлад
- синдром Ретта
- Неспецифічне первазивне порушення розвитку (або атиповий аутизм).

## Суспільство і культура
Виникла культура аутистичних осіб, що супроводжується рухами за права аутистичних і нейровідмінних, які стверджують, що аутизм слід сприймати як відмінність, до якої слід пристосуватися, а не лікувати, однак меншість аутистів все одно продовжує шукати ліки. У всьому світі події, пов'язані з аутизмом, включають «Всесвітній день розповсюдження інформації про проблему аутизму», «Неділю аутизму», День прайду аутистичних, та інші. Вчені-соціологи вивчають людей з аутизмом у надії дізнатися більше про «аутизм як культуру, міжкультурні порівняння ... та дослідження соціальних рухів». Багато людей з аутизмом досягли значного успіху у своїх сферах.

### Опікунство
Сім'ї, які доглядають за аутистичною дитиною, стикаються з додатковим стресом через низку різних причин. Батькам може даватись важким прийняття або розуміння діагнозу і знаходження відповідних варіантів догляду. Батьки часто негативно сприймають діагноз і можуть відчувати емоційні труднощі. Більша частина батьків старше 50 років все ще живуть зі своєю дитиною, оскільки близько 85% аутистів відчувають труднощі з самостійним життям. Деякі дослідження також виявляють зниження доходів батьків, які піклуються про аутистичну дитину.